# Рентгенофлуоресцентный анализ с полным отражением
Рентгенофлуоресце́нтный ана́лиз с по́лным отраже́нием (англ. Total reflection X-ray fluorescence, TXRF) — технология одновременного анализа нескольких элементов, разработанная на основе рентгенофлуоресцентного анализа (РФА, англ. XRF). В отличие от РФА, где угол падения рентгеновских лучей составляет около 40˚, в TXRF первичные лучи падают под углом, немного меньшим критического угла, чтобы облучить очень небольшое количество образца, размещённого на оптической платформе (подложке для образца). Благодаря высокой отражающей способности подложки лучи отражаются. Первичное излучение практически не регистрируется детектором, что значительно снижает фоновую составляющую в энергетическом спектре и повышает эффективность обнаружения. При анализе элементов в следовых количествах из-за сверхнизкого фона характеристические пики не перекрываются фоновой интенсивностью, что позволяет анализировать микроэлементы. TXRF характеризуется высокой чувствительностью, низким пределом обнаружения, отсутствием матричных эффектов, простотой проведения количественного анализа методом внутреннего стандарта, небольшим количеством анализируемой пробы (от нг до мкг в зависимости от способа подготовки образца), возможностью проведения неразрушающего контроля и одновременного многоэлементного анализа.

## Принцип работы TXRF

Принцип работы TXRF

Рентгенофлуоресцентный анализ использует взаимодействие первичного рентгеновского излучения с веществом для получения характеристического рентгеновского излучения и его анализа.
Энергетическое состояние электронов в атомах квантуется, и характеристическое рентгеновское излучение, возникающее при ионизации или возбуждении, может быть сопоставлено с определёнными атомами в зависимости от энергии пиков. Согласно закону Мозли и уравнению Шермана, элементы могут быть проанализированы качественно и количественно. При полном отражении первичные лучи испускаются вдоль направления падения и почти не регистрируются детектором, что значительно снижает фоновую интенсивность. Широкая падающая волна и широкая отражённая волна вызывают интерференцию, образуя стоячую волну, которая может возникать в тонких образцах на предметном столике и на поверхности предметного столика, отражающей первичное излучение. В этот момент образец возбуждается как падающим излучением, так и излучением, возникшим при полном отражении, интенсивность флуоресценции образца имеет при этом тенденцию к резкому увеличению.
Источником первичного излучения является рентгеновская трубка, которая облучает образец на предметном столике под определённым углом, генерируя вторичное рентгеновское излучение, которое затем регистрируется детектором. Если не учитывать резонансные и квантовые эффекты на границе поглощения, можно считать критический угол зависящим от материала отражателя и длины волны падающего луча. Критический угол полного отражения рентгеновских лучей определяется уравнением {\displaystyle \alpha _{c}\approx {\frac {1.65}{E}}{\sqrt {{\frac {Z}{A}}\rho }}}, где E — энергия первичного луча, αc — критический угол, A — атомный вес вещества, Z — атомный номер вещества, ρ — плотность вещества.
Основными различиями между TXRF и XRF являются угол падения первичных лучей (в XRF он обычно составляет около 40˚, в TXRF — менее критического угла 0,1˚); гладкость подложки и требования к образцу (TXRF требует высокой отражательной способности подложки для обеспечения полного отражения, толщина образца обычно составляет менее 100 мкм); положение детектора (из-за полного отражения детектор можно разместить очень близко к образцу, чтобы улучшить эффективность регистрации детектора — как правило, на расстоянии около 0.5 мм).

## Разработка и применение TXRF

### История разработки метода
В 1923 году явление полного внешнего отражения падающего под малым углом к поверхности образца первичного излучения впервые было описано А. Комптоном. Экспериментальные результаты подтверждали теоретические оценки. В Советском Союзе A. И. Aлихaнoв в начале 1930-х годов выполнил исследования полного внешнего отражения для тонких слоёв металла с использованием монохроматического излучения. В 1971 году технология полного отражения в рентгенофлуоресцентной спектроскопии впервые была применена в 1971 году Йонедой и Хориучи, впоследствии она применялась для определения содержания урана в морской воде, железа в крови и редкоземельных элементов в воде горячих источников. Впоследствии были исследованы теоретические основы и экспериментальные условия. В 1974—1975 годах Вобраушек и Айгингер сообщили о пределе обнаружения на уровне нанограммов, в 1975 году Вобраушек защитил в Вене докторскую диссертацию на эту тему. В Гестахте, недалеко от Гамбурга, Кно и Швенке обнаружили следы элементов на уровне частей на миллиард. В течение десятилетия после 1980 года широкий спектр применений способствовал росту интереса к этой области, и количество используемых приборов увеличилось примерно до 200 по всему миру.
В 1980 году компания Rich Seifert из Аренсбурга успешно разработала первый коммерческий рентгеновский флуоресцентный спектрометр с полным отражением, примерно в то же время Вобраушек сконструировал простой модуль, до сих пор используемый в Международном агентстве по атомной энергии в Вене. С тех пор разработка и применение прибора TXRF быстро развивались и совершенствовались. С 1984 года на международном уровне было проведено несколько семинаров по TXRF. С 1990-х годов в Китае разработкой рентгеновских флуоресцентных спектрометров и методов анализа занимались в институте физики высоких энергий, институте современной физики и Китайском институте атомной энергии.
В 1983 году Беккер и другие впервые наблюдали угловую зависимость интенсивностей флуоресценции в диапазоне ниже критического угла полного отражения. Это позволило проводить неразрушающие исследования поверхностных загрязнений и тонких приповерхностных слоев. В 1986 году Иида и другие впервые использовали для возбуждения рентгеновское излучение синхротрона. В 1986 году в Гестахте состоялась первая международная конференция, посвящённому новому и сопутствующим методам анализа. Участники решили назвать новый метод рентгенофлуоресцентным анализом с полным отражением (англ. total reflection X-ray fluorescence analysis) и ввели аббревиатуру «TXRF». В 1991 году Вобраушек, Айгингер, Швенке и Кнох получили за разработку TXRF престижную премию Бунзена-Кирхгофа от DASp (Немецкой рабочей группы по прикладной спектроскопии, нем. Deutsche Arbeitskreis fur Angewandte Spektroskopie) за разработку TXRF.

### Дальнейшая история применения метода
В годы после были опубликованы первые обзоры и статьи по теме TXRF (например, Клокенкамером). Количество статей о TXRF резко возросло с 3 до примерно 125 статей в год с большими колебаниями. TXRF успешно применяется по всему миру. Он широко используется для анализа и определения макро- и микроэлементов в различных областях, таких как химическая промышленность, пищевая промышленность, охрана окружающей среды, биология, медицина, юридическая экспертиза, производство материалов высокой чистоты, геология и добыча полезных ископаемых, металлургия и т. д.. В 1995 году Тянь Юйхун и другие исследовали структуру системы вторичных отражений. Минимальный предел обнаружения медной мишени при малом размере пучка может достигать 0,6 × 10−9, а платиновой мишени — 2 × 10−9. В 1996 году, когда Кристина Стрели использовала TXRF для анализа лёгких элементов, она сравнила эффективность различных источников рентгеновского излучения, таких как стандартные рентгеновские трубки, специальные безэкранные рентгеновские трубки и синхротронное излучение, а также использовала специальные источники возбуждения и компоненты для спектральной коррекции, чтобы снизить предел обнаружения и уменьшить фоновый счёт. Впоследствии П. Бурба и другие дополнительно изучили источник рентгеновского излучения и обнаружили, что пределы обнаружения зависят от источника. При использовании синхротронного излучения в качестве источника рентгеновского излучения пределы обнаружения находятся в диапазоне нескольких сотен фемтограммов, а при использовании специальной рентгеновской трубки без окна с анодом из а-Si — в диапазоне нескольких пикограммов.
TXRF используется повсеместно. Для целей охраны окружающей среды TXRF-анализ проб окружающей среды (таких как вода, почва, частицы воздуха, животные и растения и т. д.) позволяет оценить изменения окружающей среды. Эрик К. Тоуэтт и другие использовали TXRF для изучения содержания элементов в почве и сравнили данные с результатами измерения ICP-MS после выщелачивания, была показана осуществимость использования результатов измерения TXRF в почве. Лю использовал рентгеновскую флуоресцентную спектроскопию для измерения частиц в атмосфере и оценки загрязнения воздуха. С помощью рентгеновской флуоресцентной спектроскопии можно исследовать геологические образцы (такие как руды, кристаллы и минеральное сырьё), проводить геологические и геохимические исследования и подсчитывать запасы полезных ископаемых. Т. Черкашина и другие использовали рентгеновскую флуоресцентную спектроскопию для изучения образцов руды и доказали, что с помощью рентгеновской флуоресцентной спектроскопии можно быстро обнаруживать образцы руды. В химической промышленности контроль качества продукции может быть осуществлён путем анализа содержания элементов или примесей в химических продуктах (нефти и нефтепродуктах, удобрениях, отходах, плёнках). И. Де Ля Калле и другие использовали рентгеновскую флуоресцентную спектрометрию для измерения содержания металлов в плавильном шлаке, чтобы оценить целесообразность процесса обработки плавильного шлака и определить, можно ли перерабатывать шлак. Ф. М. Адебийи и другие использовали рентгеновскую флуоресцентную спектрометрию для анализа микроэлементов в нигерийских нефтеносных песках. В области медицины и питания М. В. Ланкош и другие использовали рентгеновскую флуоресцентную спектрометрию для измерения содержания микроэлементов в тканях человеческого мозга, чтобы определить степень заболевания. М. Ли изучил взаимосвязь между минеральными элементами и заболеваниями с помощью рентгеновской флуоресцентной спектрометрии волос пациентов с хроническим гепатитом В и здоровых людей. В Китае рентгеновская флуоресцентная спектрометрия в основном используется для анализа продуктов питания (таких как рыба, фрукты, орехи, пыльца, чай) и в медицине, например, Ю и другие анализировали различные сорта винограда. Ван использовал рентгеновскую флуоресцентную спектрометрию для анализа трутовика лакированного разного происхождения.

### Современное применение TXRF
За последние несколько лет 2010-х годов было усовершенствовано множество приборов, и элементный анализ стал применяться в следующих областях прикладных исследований.
1. Минералы: полевой шпат, оксид сурьмы, золотая руда, флюорит[56];
2. Металлургия: никелевый электролит, чугун, подшипники;
3. Охрана окружающей среды: чистая вода[57], минеральная вода, водопроводная вода, сточные воды, атмосферная пыль, ил, вода из солёных озёр с высокой солёностью; почва[58];
4. Химическая промышленность: формула катализатора для очистки автомобильных выхлопов, сера в дизельном топливе, формула керамической глазури;
5. Биология: зубы, морские животные, кровь[59], клетки и белки, биологические жидкости;
6. Юридическая экспертиза: оценка образцов на месте аварии[60];
7. Материалы: стекло, кварц высокой степени очистки; медицина: микроэлементы в волосах[52], ногтях, вредные микроэлементы в шалфее;
8. Пища: полезные и вредные элементы в составе напитков, риса[61], растительных материалов, листьев, корней и стеблей.

В 2017 году Радио Мерседес и другие исследовали влияние неорганической (CaCl2) и органической матриц на количественное определение металлов методом рентгеновской флуоресцентной спектрометрии с полным отражением для жидких образцов. В 2018 году Цугуфуми Мацуяма и другие предложили новую методику оценки концентрации урана в воде, содержащей множество различных примесей, с помощью рентгеновской флуоресцентной спектрометрии с полным отражением. Хикари Такахара и другие разработали метод подготовки порошковых образцов без растворения для анализа методом рентгеновской флуоресцентной спектрометрии с полным отражением. В 2019 году И. Щалоки и другие представили новую модель фундаментальных параметров и алгоритм расчёта для количественного анализа методом рентгеновской флуоресценции с полным отражением. В 2020 году Александра Винклер и другие определили элементный состав различных травяных настоев и чаёв, включая микроэлементы, с помощью метода рентгеновской флуоресценции с полным отражением. Грубер Андреас и другие точно определяли содержание железа и других микроэлементов в различных биологических образцах с помощью рентгенофлуоресцентного анализа с полным отражением. Алекс фон Болен и другие установили, что рентгеновская флуоресцентная спектроскопия не позволяет полностью избавиться от матричных эффектов, если толщина остатков матричных образцов по результатам TXRF-анализа различных компонентов напитков превышает некоторый предел.